# Michael Robinson
Michael John Robinson (Leicester, 12 de juliol de 1958 – Marbella, 27 d'abril de 2020) va ser un futbolista, presentador de televisió i periodista esportiu anglès. Va treballar com a comentarista i presentador de televisió en diversos programes de Canal+ a Espanya, on va residir des de finals dels 80 fins a la seva mort i on gaudia d'una gran popularitat.

## Biografia
Robinson va néixer el 12 de juliol de 1958 a la localitat anglesa de Leicester. Quan tenia quatre anys, tota la seva família es va traslladar a la ciutat costanera de Blackpool, on passaria tota la infància. El seu pare, Arthur Robinson, també futbolista, i la seva mare, Christine Robinson, van tenir dos fills més: Liam i Aimee.
Després de retirar-se com a futbolista va estar vivint al poble de Windsor, però a conseqüència de la seva feina a Espanya va acabar establint-se a Madrid.
El desembre del 2018, en una entrevista al programa La Ventana, de la Cadena SER, va anunciar que tenia un melanoma amb metàstasi avançada. Robinson va morir el 28 d'abril de 2020 a Madrid, a 61 anys, a causa de la malaltia.

## Trajectòria periodística
Robinson va començar la seva trajectòria als mitjans de comunicació al cap de pocs mesos d'haver-se retirat com a futbolista. Va debutar a finals del 1989 a Televisió Espanyola com a comentarista dels partits de la Primera Divisió anglesa en l'espai Estadio 2, i d'aquí va passar a l'equip de narradors que va cobrir la Copa del Món de Futbol de 1990, juntament amb el periodista Luis Fernández. Al mateix temps va estar treballant com a directiu a Screensport, una productora vinculada a Sky Television, que acabaria fusionant-se amb Eurosport.
L'any 1990, l'exfutbolista va entrar en contacte Alfredo Relaño, responsable d'esports a Canal+ Espanya. Tots dos ja es coneixien perquè Robinson havia de negociar amb Relaño la venda de drets d'emissió. Relaño va aconseguir convence'l perquè tornés a treballar de comentarista de la lliga espanyola al seu canal de televisió, i des d'aleshores va formar tàndem de retransmissió amb Carlos Martínez. Uns mesos després va ampliar la seva col·laboració a la tertúlia radiofònica d'El larguero (Cadena SER), amb José Ramón de la Morena.
L'any 1991 va ser contractat per substituir Jorge Valdano com a analista al programa El dia después, que presentava Nacho Lewin. El seu estil desenfadat i didàctic, així com el seu marcat accent anglès, va fer que es convertís en una cara molt popular entre els espectadors espanyols. Quan Lewin va marxar, l'any 1994, Canal+ va decidir contractar-lo com a presentador, juntament amb «Lobo» Carrasco i Joaquín Ramos Marcos. El día después es va mantenir en emissió fins al 2005 i al llarg de catorze anys de trajectòria va rebre un Premi Ondas al millor programa esportiu (1992) i tres premis de l'Acadèmia de les Ciències i les Arts de Televisió d'Espanya.
Quan Canal+ va deixar el seu senyal en obert a un nou canal de televisió (Cuatro), El día después va ser reemplaçat per un nou programa titulat Maracaná 05. Els directius tenien previst que Robinson fos un dels copresentadors, juntament amb Paco González i Carlos Latre, però Robinson va deixar el projecte al cap de dues setmanes de l'estrena per discrepàncies amb la línia editorial. Després de la seva sortida continuaria sent el principal comentarista de Canal+ i col·laborador a la Cadena SER.
L'octubre del 2007 va estrenar un nou programa a Canal+, Informe Robinson, en el qual presentava informes de producció pròpia amb l'esport com a fil conductor. Des de la seva estrena se'n van fer dotze temporades i es va mantenir també a la programació dels canals premium de Movistar+ (#0 i #Vamos). Informe Robinson va rebre bones valoracions de la crítica especialitzada i l'any següent va ser guardonat amb el Premi Ondas al millor programa de manteniment o de cobertura especial. A més, hi va haver una variant radiofònica per a la Cadena SER, anomenada Acento Robinson. Des del 2016 compaginava tots dos espais amb el programa de xou d'impacte Caos F.C. (Movistar+), en el qual ajudava els pitjors equips de futbol espanyol, juntament amb Raúl Ruiz.
La seva trajectòria en mitjans de comunicació en castellà no es va limitar als d'Espanya. Durant la Copa del Món de Futbol de 2014 va formar part de l'equip d'analistes del grup mexicà Televisa Deportes.
En 2009 va impulsar la professionalització del rugbi a la península ibèrica amb la Lliga superibèrica de rugbi, de la que només es va disputar aquella edició.
L'any 2017, el Col·legi de Periodistes de Catalunya i la Fundació Futbol Club Barcelona li van concedir el Premi Internacional de Periodisme Manuel Vázquez Montalbán en la categoria de periodisme esportiu.